# Piłsudczyk Szeroki
Pociąg Pancerny „Piłsudczyk Szeroki” – pociąg pancerny Wojska Polskiego II RP.
Pociąg patrolowy zdobyty w sierpniu 1919 r. Miał 1 działo i 4 wagony szturmowe z ciężkimi karabinami maszynowymi. Brał udział w walkach na Wołyniu. Po wojnie został rozformowany. Załogę przeniesiono do pociągu pancernego „Śmierć”.

## Odznaka pamiątkowa
Odznaka pamiątkowa nieregularnie okrągła, tłoczona w blasze mosiężnej, srebrzonej i oksydowanej. Na górnej części pierścienia napis: „P.P. Piłsudczyk szeroki”, u dołu daty: „1919 – 1920”. W środku fragment pociągu pancernego. Zamocowana na śrubce.